# Margrit Rieben
Margrit Rieben (Berna, 16 maggio 1963) è una musicista svizzera.
Rieben segue lezioni di piano dall'età di undici anni. Ha quindi studiato alla Swiss Jazz School con materia principale batteria con Billy Brooks laureandosi nel 1993. È membro di Atropa Belladonna, SwissImprovisersOrchestra (SIO) e della macchina sonora di Fritz Hauser. Appartiene a TSUKI (con Hans Koch e Paed Conca), Beinwell e Bones and Battery (con David Lerch). Suona anche con Dorothea Schürch, Alfred Zimmerlin, Joëlle Léandre, Maggie Nicols, Martin Schütz, Hans Burgener, Magda Vogel, John Wolf Brennan, Fredy Studer e Saadet Türköz.
Dal 1984 al 2004 è stata membro e direttore del Werkstatt für improvisierte Musik (laboratorio di improvvisazione musicale) a Berna. Rieben si esibisce in Europa e in Giappone. È interessata a una vasta gamma di generatori di suoni e dal 2000 ha creato installazioni sonore. Lavora anche nel campo visivo componendo e insegnando.
Nel 1995 Margrit Rieben ha ricevuto una borsa di studio musicale dal cantone di Berna per lavorare a Parigi. Dal 1999 al 2004 è membro della Commissione musicale della città di Berna.

## Opere

### Installazioni sonore
- "Marmaraphon", INVENTA Baden 2000, nella galleria 25 a Siselen, 2002 e 2003
- «der Friedhof: mein vis-à-vis» al cimitero Bümpliz 2002 (con B. Unternährer)
- «Meersicht», Klangraum Heiligkreuz 2003 (con A.Rieser)
- "Soundscapes", Museo Richard Wagner 2003 (con B.Unternährer e C.Wildbolz).

### Discografia
- Atropa Belladonna : i (Zytglogge, 1992)
- Rieben-Burgener-Hofmann: Lilith (FOR4EARS, 1995)
- Lüscher -Rieben-Wildbolz: Cieletterra (ALTRISUONI / AS, 1998)
- Senn-Brennan-Rieben: MinuteAge  (FOR4EARS, 1999)
- Margrit Rieben Solo: cooking the lovers (Association Tonkunstler / stv / asm, 2000)
- S.I.O.: Das fremde Kind  (Tonkünstlerverein / stv / asm, 2004)